# Koppalanjärvi
Koppalanjärvi är en sjö i kommunen Juga i landskapet Norra Karelen i Finland. Sjön ligger 184,1 meter över havet. Den är 20,1 meter djup. Arean är 1,65 kvadratkilometer och strandlinjen är 23,31 kilometer lång. Sjön  ingår i Vuoksens huvudavrinningsområde.   Den ligger omkring 72 kilometer nordväst om Joensuu och omkring 390 kilometer nordöst om Helsingfors. 
Koppalanjärvi ligger öster om Polvijärvi. 